# Reinsberg (Saxe)
Pour les articles homonymes, voir Reinsberg.
Reinsberg  est une commune de Saxe (Allemagne), située dans l'arrondissement de Saxe centrale, dans le district de Chemnitz.